# 武克·耶雷米奇

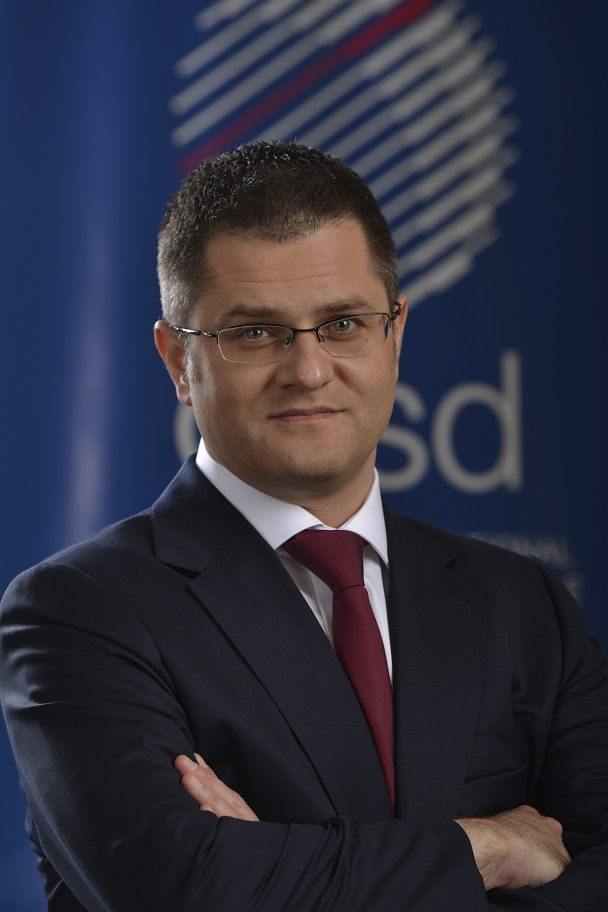

武克·耶雷米奇（發音：[ʋûːk jěremitɕ]；1975年7月3日—），塞尔维亚政治人物。2007年5月15日至2012年7月27日，担任塞尔维亚外交部长。

## 生平
耶雷米奇生于贝尔格莱德，毕业于剑桥大学。
2012年6月8日，耶雷米奇当选为第67届联合国大会主席。2012年9月18日，第67届联大开幕，耶雷米奇正式履任。